# Calceolaria cavanillesii
Calceolaria cavanillesii är en toffelblomsväxtart som beskrevs av Rodolfo Amando Philippi. Calceolaria cavanillesii ingår i släktet toffelblommor, och familjen toffelblomsväxter. Inga underarter finns listade i Catalogue of Life.